# گزامت‌کونست‌ورک

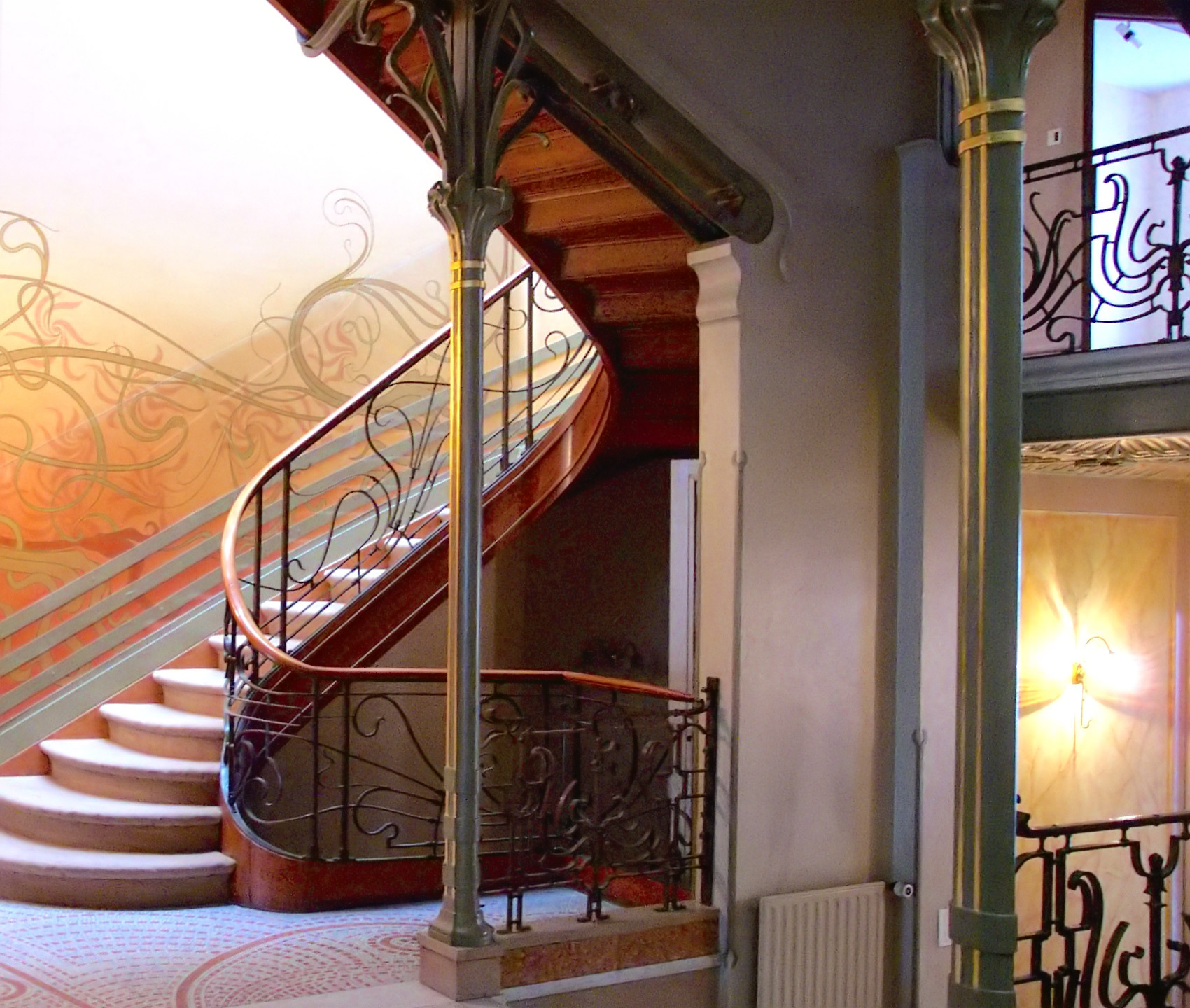
پلکان هتل تاسل، نمونهٔ اولیهٔ گزامت‌کونست‌ورک، اثر: ویکتور هورتا

گزامت‌کونست‌ورک (به آلمانی: Gesamtkunstwerk) به معنای «جمع اثر هنری»، اغلب به عنوان «اثر هنری درهم‌آمیخته»، «اثر هنری ایدئال»، «اثر هنری جهانی»، «آثار هنری سنتز شده»، «ترکیب هنرها»، «اثر هنری جامع»، یا «فرم هنری همه‌جانبه» اثری هنری است که از همه یا بسیاری از فُرم‌های هنری استفاده می‌کند یا برای انجام آن تلاش می‌کند. این اصطلاح یک وام‌واژه آلمانی است که در انگلیسی به عنوان اصطلاحی در زیبایی‌شناسی پذیرفته شده‌است.

## زمینه
این اصطلاح توسط نویسنده و فیلسوف آلمانی کی.اف.ای. تراهندورف در مقاله‌ای در سال ۱۸۲۷ میلادی، توسعه و رواج یافت. ریشارد واگنر آهنگساز اُپرای آلمانی، این واژه را در دو مقاله در سال ۱۸۴۹ میلادی به کار برد و این کلمه به ویژه با آرمان‌های زیبایی‌شناختی او مرتبط شده‌است. مشخص نیست که آیا واگنر از مقاله تراهندورف اطلاع داشته‌است یا خیر.
در قرن بیستم، برخی از نویسندگان این اصطلاح را برای برخی از اشکال معماری به کار بردند، در حالی که برخی دیگر آن را برای فیلم و رسانه‌های جمعی به کار بردند.

## در اُپرا

### پیش از واگنر
برخی از عناصر اُپرا که به دنبال فرمولی «کلاسیک» تر بودند، در پایان قرن هجدهم شروع شده بودند. پس از تسلط طولانی‌مدت بر اُپرا سریا و دا کاپو آریا، جنبشی برای پیشبرد لیبرت‌نویس و آهنگساز در رابطه با خوانندگان و بازگرداندن درام به تمرکز شدیدتر و کمتر اخلاقی آغاز شد. این جنبش، «اُپرای اصلاحی» در درجهٔ اول با کریستف ویلیبالد گلوک و رانیری د کالتزابیجی مرتبط است. مضامین اُپراهای تولید شده توسط گلوک با کالتزابیجی در سراسر اُپرای کارل ماریا فون وبر ادامه دارد، تا اینکه واگنر با رد هر دو سنت بل کانتو ایتالیا و «اُپرا تماشایی» فرانسوی، اتحاد خود را از موسیقی، درام، جلوه‌های تئاتری و گاهی رقص توسعه داد.
با این حال، این گرایش‌ها به‌طور اتفاقی و نه در پاسخ به یک فلسفهٔ خاص از هنر، توسعه یافته بودند. واگنر که اصلاحات گلوک را به رسمیت می‌شناخت و آثار وبر را تحسین می‌کرد، مایل بود دیدگاه خود را در ابتدا به عنوان بخشی از دیدگاه‌های اجتماعی و سیاسی رادیکال خود در اواخر دههٔ ۱۸۴۰ میلادی تثبیت کند. پیش از واگنر، دیگرانی که در مورد اتحاد هنرها که موضوعی آشنا در میان رمانتیک‌های آلمانی بود، اظهار نظر کرده بودند، همان‌طور که عنوان مقالهٔ تراندورف، که برای اولین بار در آن کلمه «زیبایی‌شناسی، یا نظریهٔ فلسفه هنر» به کار رفت، مشهود است. دیگرانی که در مورد سنتز هنرها نوشتند عبارتند از: گوتهولد افرایم لسینگ، لودویگ تیک و نووالیس. بررسی مشتاقانهٔ کارل ماریا فون وبر از اُپرای آندین (۱۸۱۶) اثر ای.تی.ای. هوفمان آن را به عنوان «یک اثر هنری کامل به خودی خود، که در آن مشارکت‌های جزئی از هنرهای مرتبط و همکار با هم ترکیب می‌شوند، ناپدید می‌شوند، و در صورت ناپدید شدن، به نوعی دنیای جدیدی را شکل می‌دهند» تحسین کرد.

### ایده‌های واگنر
واگنر از واژهٔ گزامت‌کونست‌ورک تنها در دو مورد استفاده کرد، در مقاله‌های خود در سال ۱۸۴۹ میلادی «هنر و انقلاب» و «اثر هنری آینده»، جایی که او از ایدئال خود برای متحد کردن همهٔ آثار هنری از طریق تئاتر صحبت می‌کند. او همچنین در این مقالات از بسیاری از عبارات مشابه مانند «آثار هنری کامل آینده» و «درام یکپارچه» استفاده کرد و اغلب به «گزامت‌کونست» اشاره کرد. چنین اثر هنری قرار بود واضح‌ترین و عمیق‌ترین بیان افسانه‌های عامیانه باشد.
واگنر احساس می‌کرد که تراژدی‌های یونانی آیسخولوس بهترین نمونه (اگرچه هنوز ناقص) از ترکیب هنری کامل تاکنون بوده‌اند، اما این سنتز متعاقباً توسط اوریپید خراب شده‌است. واگنر احساس می‌کرد که در طول بقیهٔ تاریخ بشر تا به امروز (یعنی ۱۸۵۰ میلادی) هنرها بیشتر و بیشتر از هم دور شده‌اند و منجر به «هیولاهایی» مانند گراند اپرا شده‌است. واگنر احساس می‌کرد که چنین آثاری از خوانندگی براوورا، جلوه‌های هیجان‌انگیز صحنه، و طرح‌های بی‌معنی تجلیل می‌کنند. واگنر در «هنر و انقلاب» اصطلاح گزامت‌کونست‌ورک را در زمینهٔ تراژدی یونانی به کار می‌برد. در «اثر هنری آینده»، او از آن استفاده می‌کند تا ایدئال خودش را که هنوز محقق نشده‌است، اعمال کند.
واگنر در کتاب گسترده‌اش اپرا و درام (تکمیل در سال ۱۸۵۱ میلادی)، این ایده‌ها را فراتر می‌برد و ایده‌اش را دربارهٔ اتحاد اُپرا و درام (که بعداً علی‌رغم مخالفت واگنر از این اصطلاح درام موسیقی نامیده شد) را شرح می‌دهد که در آن هنرهای فردی تابع یک هدف مشترک هستند.
چرخهٔ اُپرای خود واگنر، حلقهٔ نیبلونگ، به‌ویژه اجزای آن طلای راین و دی والکوری، شاید نزدیک‌ترین چیزی را که او یا هر کس دیگری به تحقق این آرمان‌ها رسیده‌است، نشان می‌دهد. پس از این مرحله، واگنر آمد تا سختگیری‌های خود را کاهش دهد و به‌طور معمول‌تر «عملی» بنویسد.

### جنبش هنر و صنایع دستی
ویلیام موریس (۱۸۹۶–۱۸۳۴ میلادی)، طراح پارچه، شاعر، رمان‌نویس، مترجم و فعال سوسیالیست بریتانیایی، با جنبش هنر و صنایع‌دستی بریتانیا مرتبط بود که عمدتاً تحت تأثیر ایده‌های جان راسکین بود که معتقد بود صنعتی‌سازی منجر به کاهش کیفی در کالاهای هنری می‌شود. کاهش تولیدات هنری برای او، یک خانه باید هماهنگی را پرورش دهد و همچنین به ساکنانش انرژی خلاق القاء کند.
«در خانه‌هایتان چیزی نداشته باشید که ندانید مفید است یا فکر کنید زیباست» این جملهٔ معروف ویلیام موریس است که تجسم شیوهٔ زندگی او در گزامت‌کونست‌ورک است.
خانهٔ قرمز موریس و فیلیپ وب، طراحی شده در سال ۱۸۵۹ میلادی، یک نمونهٔ اصیل است، و همچنین خانهٔ بلک‌ول در انگلیش لیک دیستریکت، که توسط بیلی اسکات طراحی شده‌است. خانهٔ بلک‌ول در سال‌های ۱۸۹۸ تا ۱۹۰۰ میلادی به عنوان یک خانهٔ تعطیلات برای سِر ادوارد هولت، یک آبجوساز ثروتمند منچستر ساخته شد. این خانه در نزدیکی شهر بونس-آن-ویندرمیر با چشم‌اندازی از ویندرمر و در مقابل آبشارهای کانیستون واقع شده‌است.

## در معماری

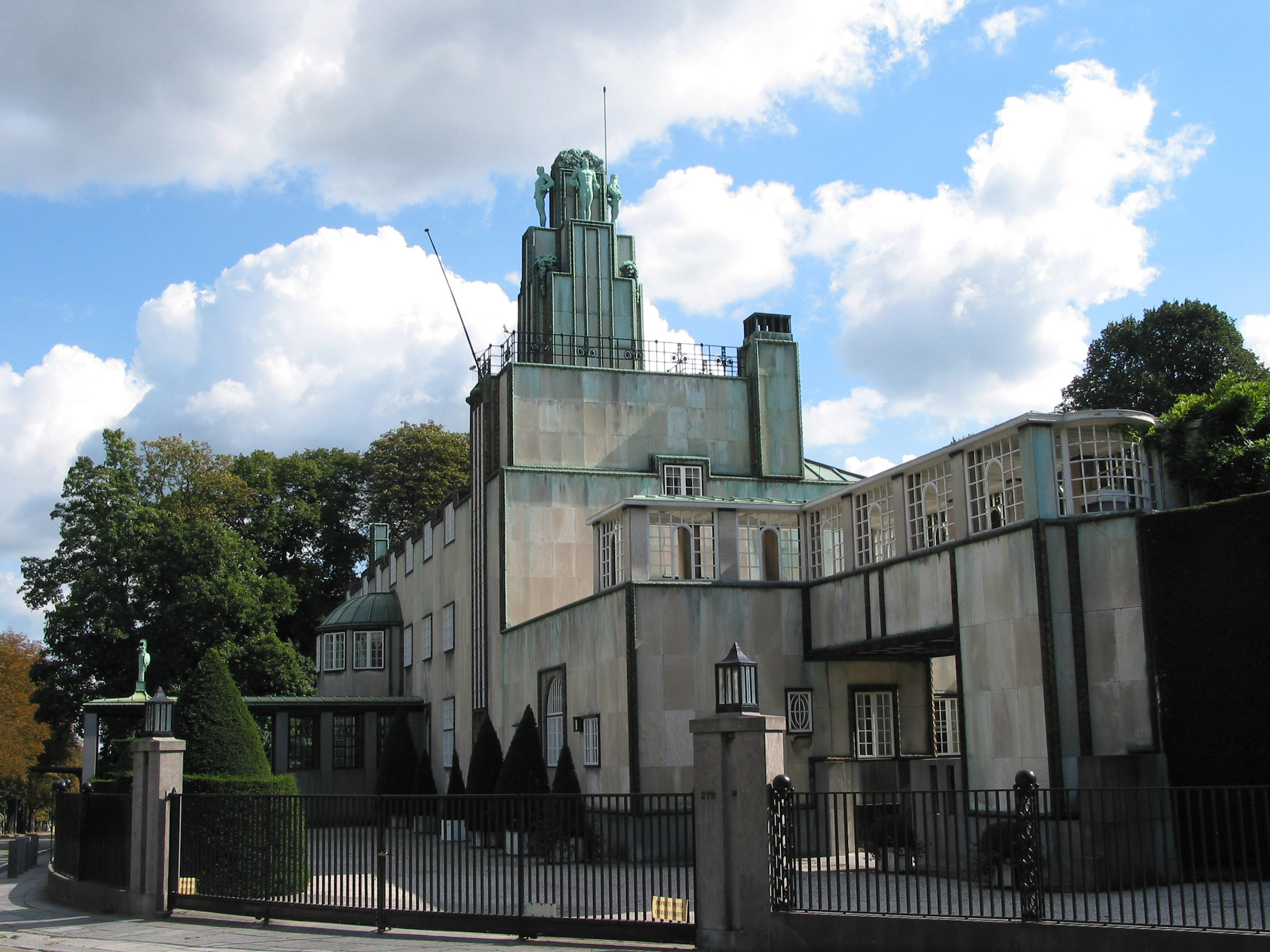
کاخ استوکلت، ۱۹۱۱–۱۹۰۵ میلادی

برخی از نویسندگان معماری از اصطلاح گزامت‌کونست‌ورک برای اشاره به شرایطی استفاده کرده‌اند که در آن یک معمار مسئول طراحی و/یا نظارت بر کلیت ساختمان است: پوسته، لوازم جانبی، مبلمان، و منظر. به سختی می‌توان ادعا کرد که مفهوم گزامت‌کونست‌ورک برای اولین بار از نظر یک ساختمان و محتوای آنچه زمانی به کار گرفته شد (اگرچه خود این اصطلاح تا اواخر قرن بیستم در این زمینه استفاده نمی‌شد)؛ پیش از این در دوران رنسانس، هنرمندانی مانند میکل‌آنژ هیچ تقسیم‌بندی دقیقی در وظایف خود بین معماری، طراحی داخلی، مجسمه‌سازی، نقاشی و حتی مهندسی نمی‌دیدند.
رابرت ال. دلووی مورخ، استدلال کرده‌است که آر نُوو یک روند اساساً تزئینی را نشان می‌دهد که بنابراین خود را به ایدهٔ گزامت‌کونست‌ورک معماری وام داد. البته، به همان اندازه ممکن است که از نظریه‌های اجتماعی ناشی شده باشد که از ترس ظهور صنعت‌گرایی به وجود آمده‌است.
با این وجود، شواهدی از فضای داخلی کاملی که مفهوم گزامت‌کونست‌ورک را مشخص می‌کند، از مدتی پیش از دههٔ ۱۸۹۰ میلادی قابل مشاهده است. روند فزاینده‌ای در میان معماران در قرن ۱۸ و ۱۹ میلادی کنترل تمام جنبه‌های یک کمیسیون معماری بود. آن‌ها علاوه بر مسئولیت خود ساختار، سعی کردند نقش خود را به طراحی (یا حداقل بررسی) هر جنبه‌ای از کار داخلی نیز بسط دهند. این نه تنها شامل ویژگی‌های معماری داخلی، بلکه طراحی مبلمان، فرش، کاغذ دیواری، پارچه‌ها، وسایل روشنایی و دستگیره‌های در بود. رابرت آدام و آگوستوس ولبی پیوجین نمونه‌هایی از این روند برای ایجاد یک اثر هماهنگ‌کننده کلی هستند که در برخی موارد حتی ممکن است به انتخاب یا طراحی میز نقره‌ای، چینی و ظروف شیشه‌ای گسترش یابد.

### هنر نو
گزامت‌کونست‌ورک برای هنرمندان هنر نو معمول بود. ویکتور هورتا و هانری وان ده ولده بلژیکی، آنتونی گائودی کاتالانی، هکتور گیمارد فرانسوی، چارلز رنی مکینتاش اسکاتلندی، یوزف هفمان اتریشی، فرانتس (فئودور) شختل آلمانی-روسی، الییل سارینن فنلاندی، و بسیاری دیگر از معماران نیز به عنوان طراح مبلمان و داخلی عمل کردند. همچنین بسیاری از شاهکارهای آر نُوو حاصل همکاری هنرمندان رشته‌های مختلف بوده‌است:
- ویلا ماژورل (۱۹۰۲–۱۹۰۱ میلادی) در نانسی، فرانسه؛ توسط معمار: آنری سواژ، طراح مبلمان: لویی ماژورل، سرامیست: الکساندر بیگو و هنرمند شیشه‌های رنگی: ژاک گروبر ساخته شد.
- خانه شهرداری (۱۹۱۲–۱۹۰۴ میلادی) در پراگ، جمهوری چک؛ توسط: اسوالد پولیوکا و آنتونین بالشانک طراحی شده‌است، که توسط نقاش مشهور چک: آلفونس موشا نقاشی شد و مجسمه‌هایی از یوزف ماشاتکا و لادیسلاو شالون را در خود جای داده‌است.
- کاخ گرشام (۱۹۰۶–۱۹۰۴ میلادی) در بوداپست، مجارستان؛ توسط معماران: ژیگموند کویتنر و یوژف واگو، مجسمه‌سازان: دیزا ماروتی، میکلوش لیگتی و اده تلچ، هنرمند شیشه‌های رنگی: میکشا روت و هنرمند فلزکار: دولا یونگفر ساخته شد.
- آثار ویکتور هورتا[۱۶]
  - هتل تاسل،[۱۷] هتل سلوی،[۱۸] و هتل ون ایتولده[۱۷] با همکاری استاد شیشه‌های رنگی: رافائل اوالدر ایجاد شدند.
  - خانه و استودیو هورتا با همکاری مجسمه‌ساز: پیتر براکه ساخته شد.[۱۹]
- آثار لوییز دومانچه‌ای مونتانر:[۲۰] کاخ موسیقی کاتالان و بیمارستان سنت پائول در بارسلون.
  - مجسمه‌سازان: پابلو گارگالو، یوسبی آرنائو، و استاد موزاییک: ماریو مارالیانو در هر دو پروژه شرکت کردند.
  - مجسمه‌ساز: میگوئل بلی، استاد شیشه‌های رنگی: آنتونی ریگالت، سرامیست: لوئیز برو ای ساللز در ساخت کاخ موسیقی کاتالان مشارکت داشتند.
  - هنرمند فلزکاری: یوسپ پرپینیا در ساخت بیمارستان سنت پائول شرکت داشت.
- آثار آنتونی گائودی:[۲۱] پارک گوئل، پالائو گوئل، ساگرادا فامیلیا (خانواده مقدس)، کازا بالیو، کازا میلا، کازا ویسنس در بارسلونا، کولونیا گوئل در سانتا کلما د سرویو.
  - استاد موزاییک: ماریو مارالیانو در ساختن ساگرادا فامیلیا مشارکت داشت.
  - معمار: فرانسسک برنگئر ای مسترس در ساخت ساگرادا فامیلیا و کولونیا گوئل شرکت داشت.[۲۲]
  - معمار: جوآن روبیو در ساخت ساگرادا فامیلیا، کازا بالیو و پارک گوئل شرکت داشت.
  - هنرمند ژانرهای مختلف: یوسپ ماریا یویول به گائودی در کازا بالیو، کازا میلا و پارک گوئل کمک کرد.
- کاخ استوکلت در بروکسل[۲۳] توسط معمار و طراح: یوزف هفمان، نقاشان: گوستاو کلیمت، فرناند کنوپف، مجسمه‌ساز: فرانتس متسنر، و استاد موزاییک: لئوپولد فورستنر ایجاد شد.[۲۴] ساخت کاخ نشان‌دهندهٔ آرت دکو و معماری مدرن بود.[۲۳]

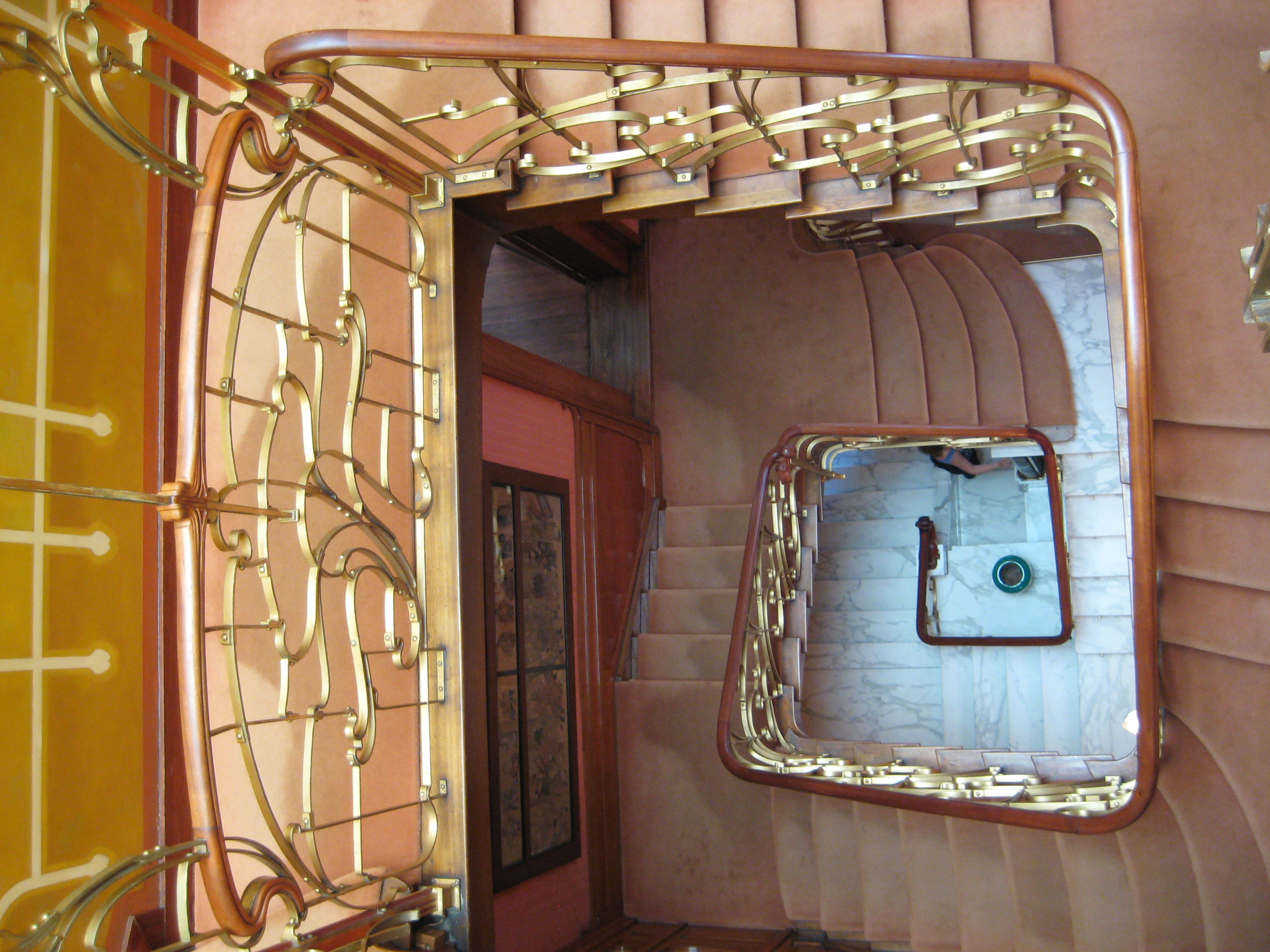
پلکان مارپیچی در خانه و استودیو هورتا، اثر: ویکتور هورتا در بروکسل (۱۹۰۱–۱۸۹۸ میلادی)
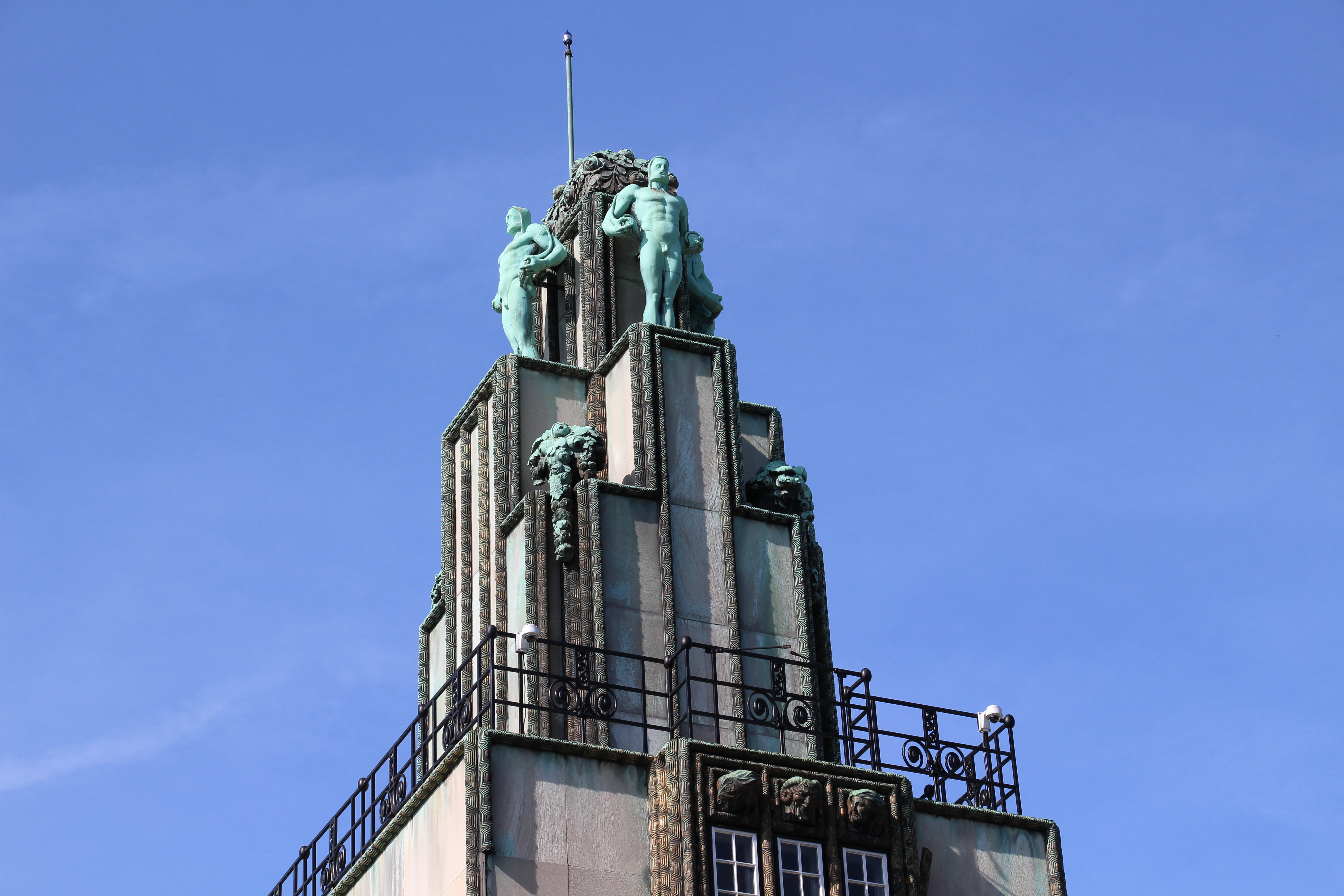
جزئیات کاخ استوکلت در بروکسل (۱۹۱۱–۱۹۰۵ میلادی)
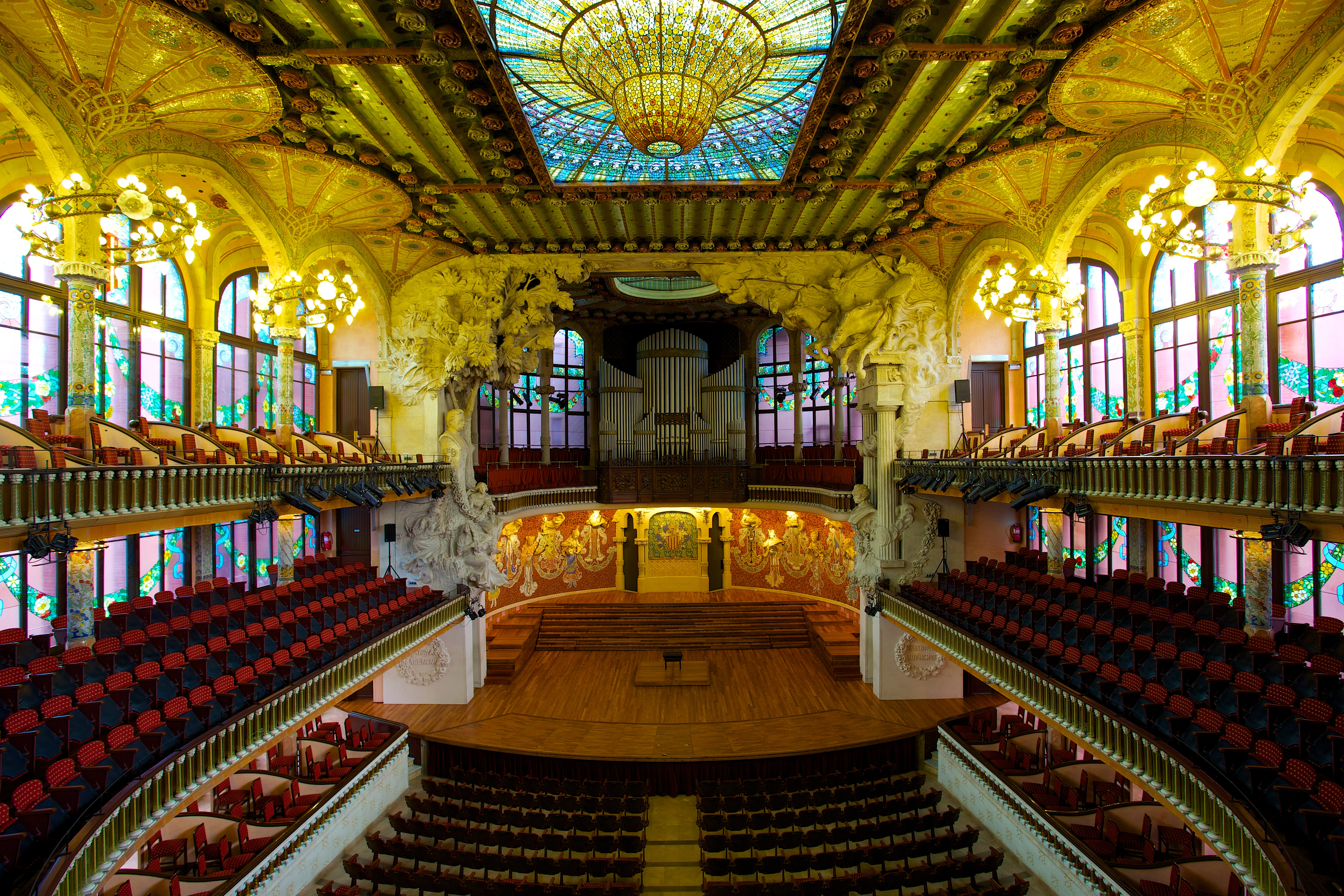
فضای داخلی کاخ موسیقی کاتالان در بارسلونا (۱۹۰۹–۱۹۰۵ میلادی)
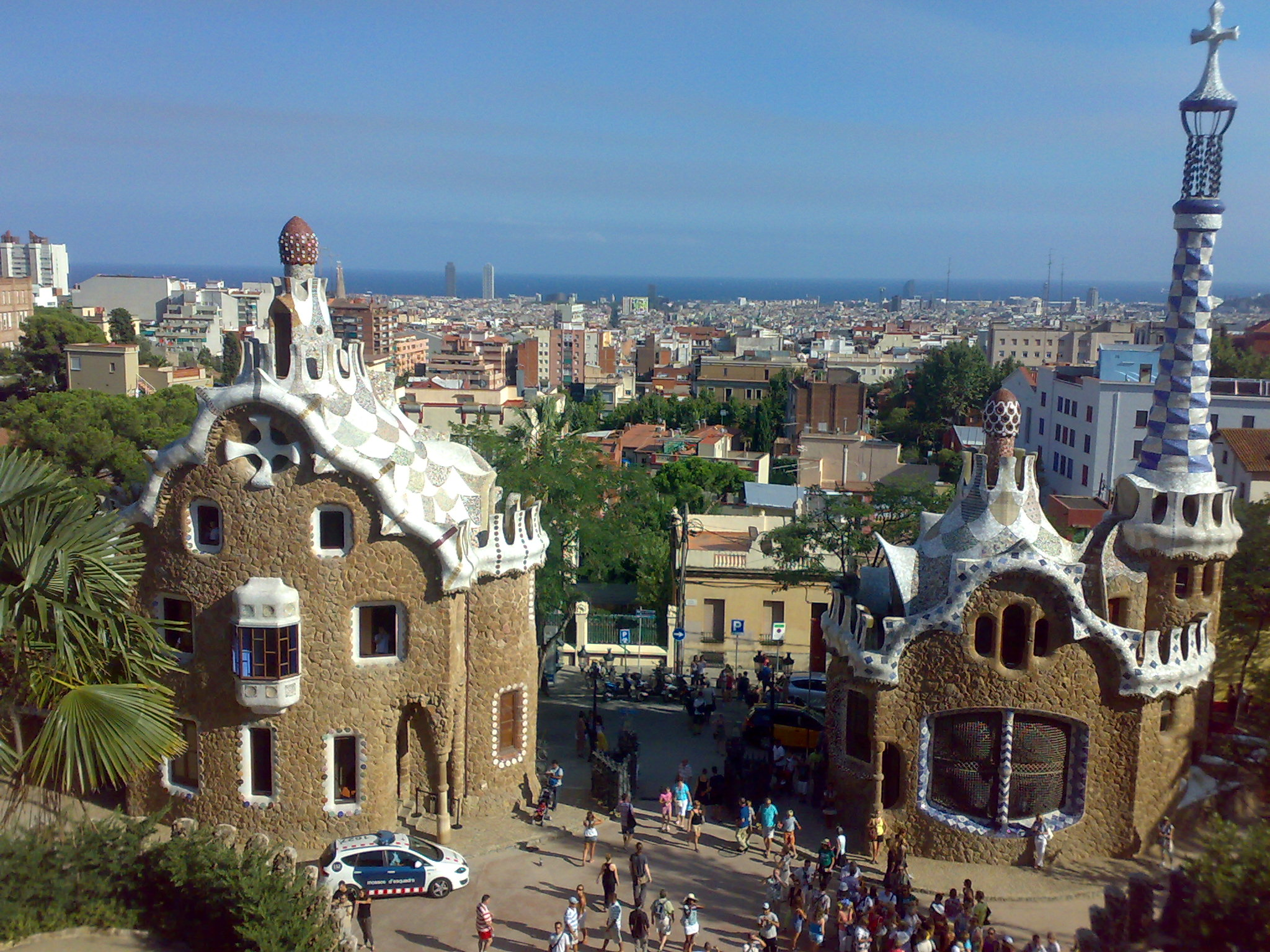
ساختمان‌های ورودی در پارک گوئل، اثر: آنتونی گائودی در بارسلونا (۱۹۱۴–۱۹۰۰ میلادی)
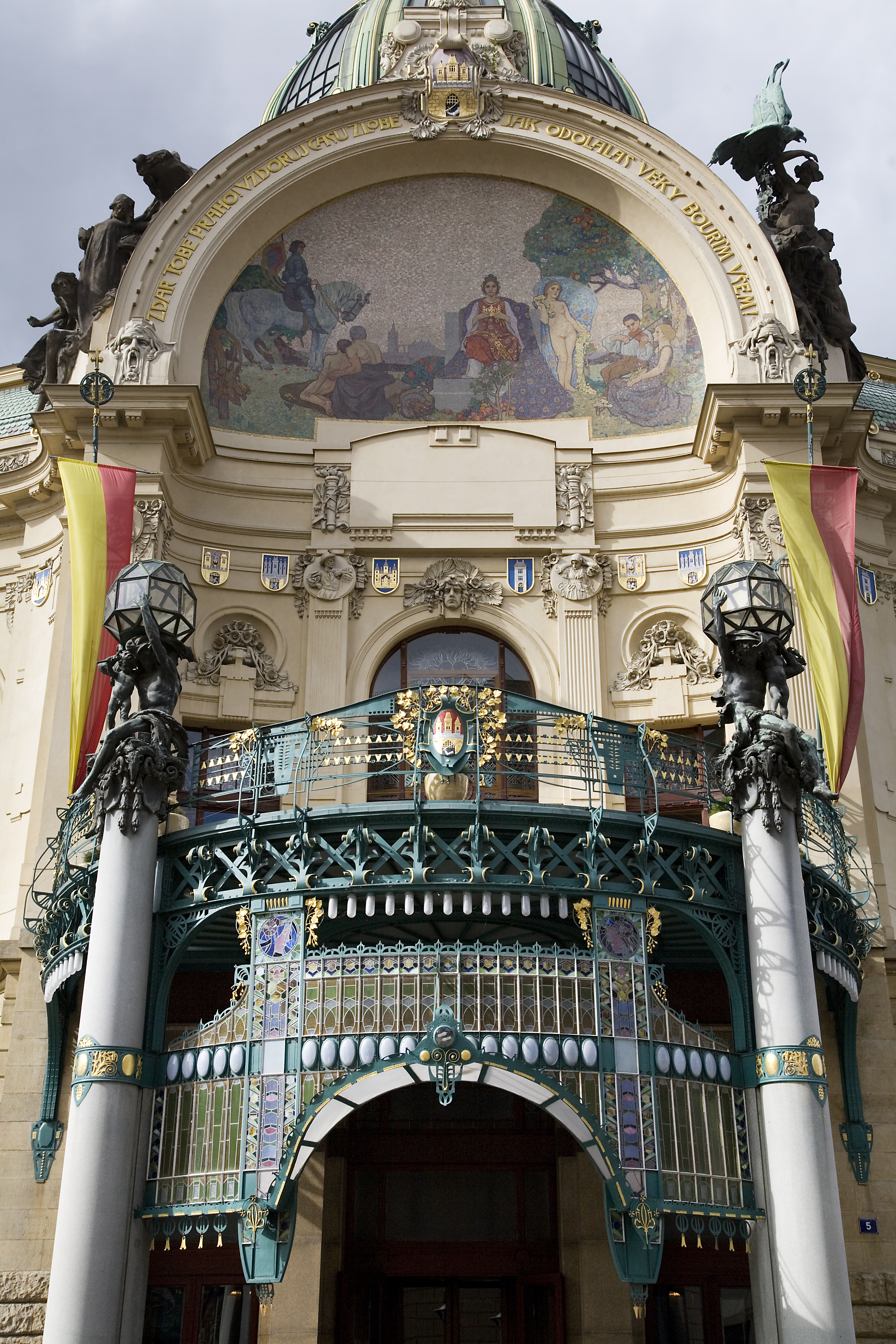
ورودی اصلی خانهٔ شهرداری در پراگ
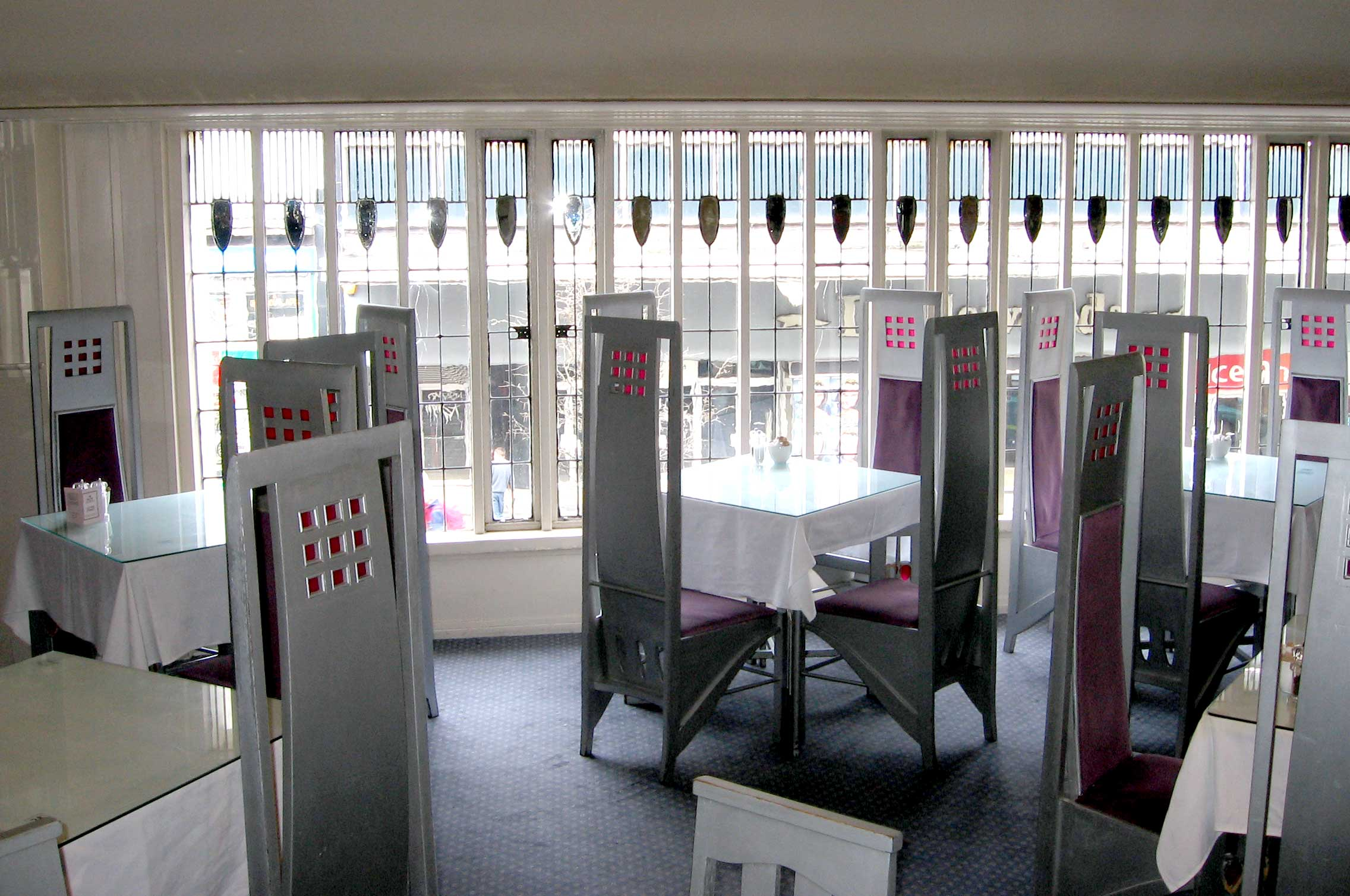
فضای داخلی چایخانه‌های بید، اثر: چارلز رنی مکینتاش، در گلاسگو
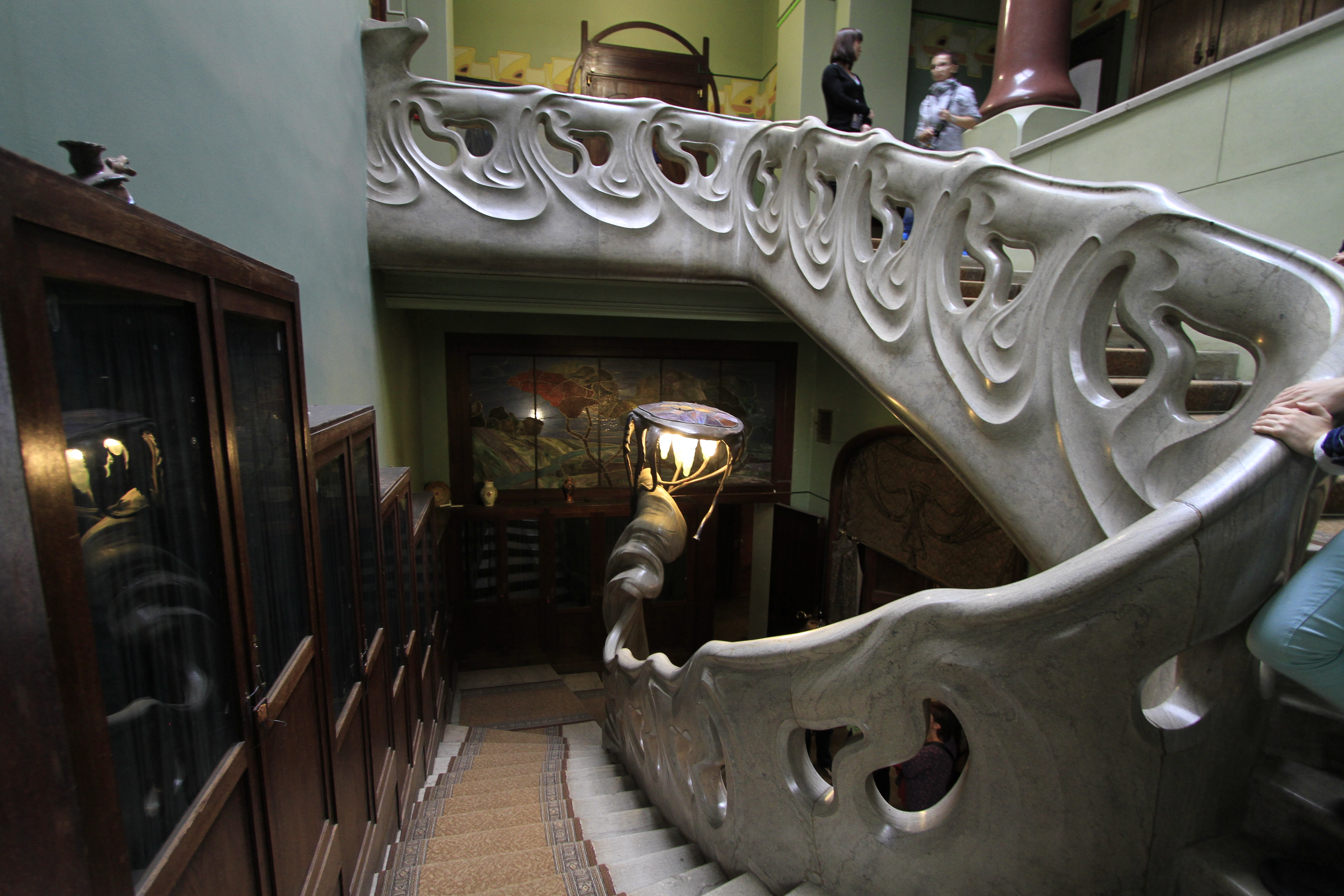
فضای داخلی موزهٔ گورکی، اثر: فرانتس (فئودور) شختل در مسکو
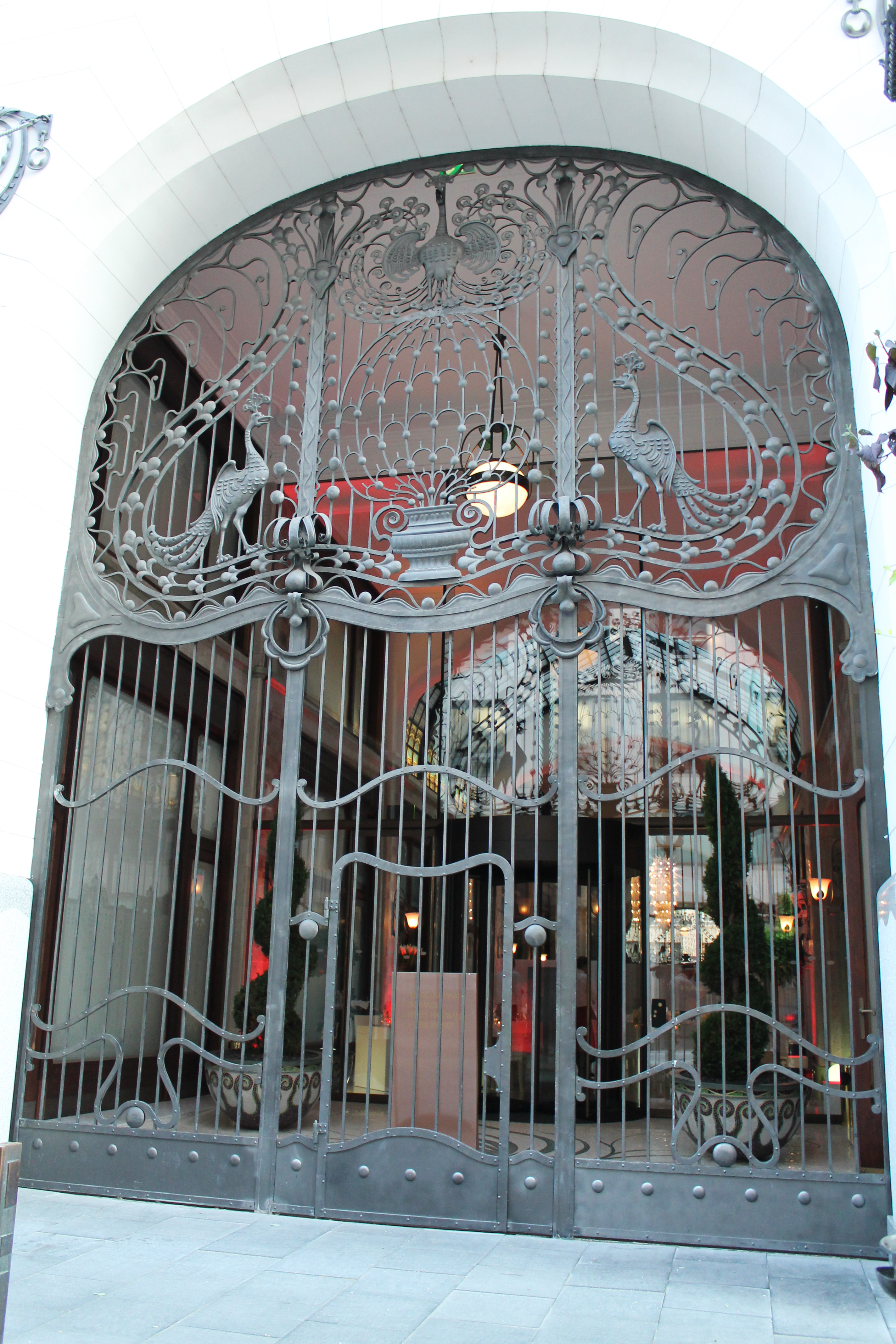
کاخ گرشام در بوداپست

موزهٔ ویلا اشتوک اثر هنرمند فرانتس فون اشتوک است و «به عنوان یک ساختمان شگفت‌انگیز مدرن و در عین حال کنجکاو مورد تجلیل قرار گرفت. ویلا اشتوک که بر اساس اصل راهنمای او «گزامت‌کونست‌ورک» ساخته شده‌است، تمام جنبه‌های معماری، هنر، موسیقی، تئاتر و زندگی را در دیوارها و باغ خود ترکیب کرد».
در سوئیس، برونو وبر پارک، باغ مجسمه‌های هنرمند برونو وبر، نمونه‌ای متأخر از یک اثر آر نُوو الهام گرفته از گزامت‌کونست‌ورک است.
کلیسای اشتاینهوف (یا کلیسای سنت لئوپولد)، طراحی شده توسط معمار اوتو واگنر، کلیسای کوچک کاتولیک رومی بیمارستان روانپزشکی اشتاینهوف در وین، اتریش است. این ساختمان یکی از مهم‌ترین کلیساهای آر نُوو در جهان به حساب می‌آید. این بنا که به سنت لئوپولد تقدیم شده‌است، بین سال‌های ۱۹۰۳ و ۱۹۰۷ میلادی ساخته شد و شامل موزاییک‌ها و شیشه‌های رنگی توسط: کولمان موزا، و فرشته‌های مجسمه‌سازی توسط: اوتمار شیمکوویتس است. اکثر جزئیات کوچکتر دیگر کار خود اوتو واگنر است. مجسمه‌های روی دو برج بیرونی نشان‌دهندهٔ سنت لئوپولد و سنت سورین (به ترتیب ال. و آر. آن‌ها دو قدیس حامی اتریش سفلی هستند) و کار مجسمه‌ساز وینی ریشارد لوکش هستند.

### مدرنیسم
جنبش معماری مدرنیسم نیز شاهد اجرای اصل گزامت‌کونست‌ورک توسط معماران بود. مرکز لو کوربوزیه نمونه‌ای از معمار مشهور مدرنیست لو کوربوزیه است. عمارت ویلا کاوروا در فرانسه، نمونهٔ دیگری از گزامت‌کونست‌ورک مدرنیستی است که توسط معمار فرانسوی روبر ماله-استیونس طراحی شده‌است.

## در هنر

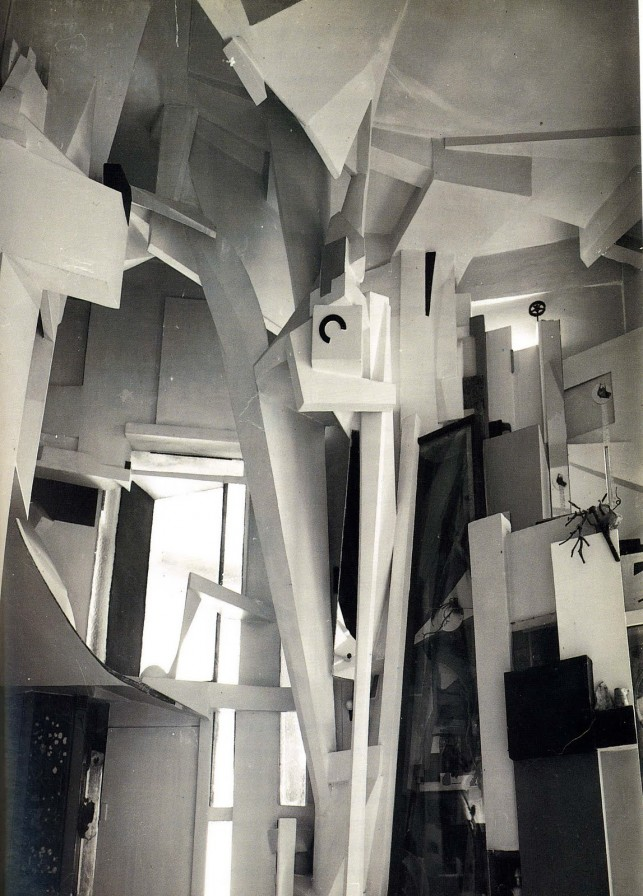
هانوفر مرتس‌باو، یک چیدمان چند رسانه‌ای توسط هنرمند دادائیست، کورت شویترس در آپارتمانش، هانوفر، ۱۹۳۳ میلادی

سبک چند-رسانه‌ای که توسط دادائیستهایی مانند هوگو بال پیشگام شد، گزامت‌کونست‌ورک نیز نامیده می‌شود. «به سوی مرتس گزامت‌کونست‌ورک» یک سمینار فارغ‌التحصیلی دانشگاه اورگن بود که موضوعات دادائیسم و گزامت‌کونست‌ورک، به ویژه مرتس‌باو (ساختمان مرتس) افسانه‌ای کورت شویترس را بررسی می‌کرد. آن‌ها در مانیفست دادا آلمانی خود از ریشارد هولزنبک استناد می‌کنند: «زندگی به مثابهٔ آشفتگی هم‌زمان صداها، رنگ‌ها و ریتم‌های روحی ظاهر می‌شود و از این رو — با همه فریادهای هیجان‌انگیز و هیجان‌های تب‌آلود روان روزانهٔ جسورانه‌اش و تمام واقعیت بی‌رحمانه‌اش — به‌طور تزلزل‌ناپذیر در هنر دادائیسم گنجانده می‌شود».
در سال ۲۰۱۱ میلادی، گالری ساعتچی در لندن نمایشگاه گزامت‌کونست‌ورک: هنر جدید از آلمان، نمایشگاه نظرسنجی از ۲۴ هنرمند معاصر آلمانی را برگزار کرد.
نمایشگاهی با عنوان اتوپیا گزامت‌کونست‌ورک، به سرپرستی بتینا اشتاینبروگه و هارالد کریجی، از ژانویه تا مه ۲۰۱۲ میلادی در خانهٔ ۲۱ در بلودر، وین برگزار شد. «یک چشم‌انداز معاصر از ایدهٔ تاریخی کل اثر هنری» ارائه شد و شامل «نمایش» استر استوکر بود که بر اساس ایدهٔ «مهد کودک نامرتب» بود، آثاری از یوزف بویس، مونیکا بونویچینی، کریستیان بولتانسکی، مارسل بروت‌هارس، دانیل بورن، هاینز امیگهولز، والی اکسپورت، کلر فونتین، جلاتین، ایزا گنزکن، لیام گیلیک، توماس هیرشهورن، ایلیا کاباکوف، مارتین کیپنبرگر، گوردون ماتا-کلارک، پل مک‌کارتی، سوپرفلکس و بسیاری دیگر را در خود جای داد. یک کتاب همراه نیز همین نام تولید شد که موضوع را بررسی می‌کرد.
بررسی‌های بسیاری نمایشگاه هنر معاصر نهمین دوسالانهٔ برلین را به عنوان یک گزامت‌کونست‌ورک توصیف کرده‌اند.
در سال ۲۰۱۷ میلادی، شیرین نشاط و ویلیام کنتریج، هنرمندان برجسته تجسمی، اُپراهایی را در جشنوارهٔ سالزبورگ کارگردانی کردند.

## برنامه‌های کاربردی دیگر
تودهٔ کاتولیک به عنوان نمونه‌ای از گزامت‌کونست‌ورک ذکر شده‌است، و اگر چنین همبستگی معتبر تلقی شود، به درستی می‌توان عبارات مذهبی مختلف را نمونه‌هایی مشابه دانست.
هنر کل استالینیسم: آوانگارد، دیکتاتوری زیبایی‌شناسانه و فراتر از آن، کتابی است در سال ۲۰۱۱ میلادی توسط بوریس گرویس که سازماندهی مجدد زیبایی‌شناختی جامع جامعه در اتحاد جماهیر شوروی تحت تمامیت‌خواهی استالین را بررسی می‌کند.
شرکت توسعهٔ کانادایی وست‌بانک، تأسیس شده توسط ایان گیلسپی، از گزامت‌کونست‌ورک به عنوان ایدهٔ پایه‌گذار در پشت چشم‌انداز و فلسفه این شرکت برای توسعهٔ شهری استفاده می‌کند.
تهیه‌کنندهٔ ویدئو، برایان دیوید گیلبرت از وب‌سایت بازی‌های ویدیویی پالی‌گان، ایدئال گزامت‌کونست‌ورک را به عنوان الهام‌بخش تکنیک‌های اساسی در اجرای خود از پوکه‌راپ ذکر کرد.

## یادداشت
1. ↑  آلمانی: [gəˈzamtˌkʊnstvɛɐk]

## کتابشناسی
- برگاند، ولفرام: «تخریب خلاقانه کل اثر هنری. از هگل تا واگنر و فراتر از آن»، در: رول (ویرایشگر): مرگ و زندگی کل اثر هنری، برلین: جوویس، ۲۰۱۴ میلادی.
- «زیبایی‌شناسی کل اثر هنری: در مرزها و قطعات»، فینگر، آنکه و دانیل فولت (ویرایش) (۲۰۱۱ میلادی)؛ انتشارات دانشگاه جان هاپکینز.
- «کمپانیون کمبریج به واگنر»، گری، توماس اس. (ویرایش) (۲۰۰۸ میلادی)؛ انتشارات دانشگاه کمبریج. شابک: ۹۷۸-۰-۵۲۱-۶۴۴۳۹-۶.
- «مدرنیسم پس از واگنر»، کوس، ژولیت (۲۰۱۰ میلادی)؛ انتشارات دانشگاه مینه سوتا، شابک: ۹۷۸-۰-۸۱۶۶-۵۱۵۹-۷.
- «اتوپیا گزامت‌کونست‌ورک»، کریچی، هارالد، اگنس آرکو و بتینا اشتاینبروگه؛ کلن: ناشر کتابفروشی والتر کونیگ، ۲۰۱۲ میلادی. شابک: ۹۷۸۳۸۶۳۳۵۱۴۰۳.
- «اختصار واگنر: راهنمای زندگی و موسیقی واگنر»، میلینگتون، بری (ویرایش)، (۱۹۹۲ میلادی)؛ تیمز و هادسون (مسئولیت محدود)، لندن. شابک: ۰-۰۲-۸۷۱۳۵۹-۱.
- «گزامت‌کونست‌ورک»، میلینگتون، بری (ان. دی)؛ در موسیقی برخط آکسفورد (فقط اشتراک) (مشاوره شده در ۱۵ سپتامبر ۲۰۱۰ میلادی).
- «کل اثر هنری در مدرنیسم اروپایی»، رابرتز، دیوید (۲۰۱۱ میلادی)؛ انتشارات دانشگاه کرنل، ایتاکا، نیویورک.
- «زیبایی‌شناسی یا آموزش جهان‌بینی و هنر»، تراهندورف، کارل فردریش اویزبیوس (۱۸۲۷ میلادی).
- «اثر-هنری آینده و سایر آثار»، واگنر، ریشارد (۱۹۹۳ میلادی)، ترجمه: دبلیو. اشتون الیس؛ لینکلن و لندن، شابک: ۰-۸۰۳۲-۹۷۵۲-۱.
- واراک، جان (ان. دی)؛ «گزامت‌کونست‌ورک» در کمپانیون موسیقی آکسفورد برخط، (فقط اشتراک) (مشاوره شده در ۱۵ سپتامبر ۲۰۱۹ میلادی).